# Galathea dispersa
Galathea dispersa is een tienpotigensoort uit de familie van de Galatheidae. De wetenschappelijke naam van de soort is voor het eerst geldig gepubliceerd in 1859 door Bate.